# Vânători (gmina w okręgu Jassy)
Vânători – gmina w Rumunii, w okręgu Jassy. Obejmuje miejscowości Crivești, Gura Bâdiliței, Hârtoape, Vânători i Vlădnicuț. W 2011 roku liczyła 4624 mieszkańców.